# الريحان (ريف دمشق)
الريحان بلدة في ناحية مركز دوما في منطقة دوما في محافظة ريف دمشق. بلغ عدد سكانها 4099 نسمة عام 2004.
ترتفع 630 م عن سطح البحر. تقع بين مدينتي عدرا ودوما وتحدها القرى والبلدات التالية: الشفونية - حوش الفارة - حوش الخياط - تل كردي، ومن الغرب مدينة دوما. بالقرب منها يوجد مشفى اسمه مشفى ابن سينا بالإضافة إلى وحدة إرشادية زراعية تهتم بالنشاط الزراعي لهذه المنطقة.
توجد جنوب البلدة بعض الآثار.